# Hagtjärnen (Silbodals socken, Värmland)
Hagtjärnen är en sjö i Årjängs kommun i Värmland och ingår i Göta älvs huvudavrinningsområde. Sjöns area är 0,048 kvadratkilometer och den är belägen 180,4 meter över havet.